# رئیس‌جمهور چین
رئیس‌جمهور چین (به چینی: 中华人民共和国主席) به تنهایی، یک مقام تشریفاتی با قدرت محدود در چین است. اگر چه در سالیان اخیر دبیرکل حزب کمونیست چین به‌طور هم‌زمان رئیس‌جمهور هم هست و رهبر عالی‌مقام محسوب می‌شود. رئیس‌جمهور در چین به عنوان یک مقام دولتی شناخته می‌شود تا اینکه یک مقام اجرایی باشد.
در حالی که این مقام بسیاری از ویژگی‌های رئیس دولت را دارد، اما قانون اساسی چین آن را چنین تعریف نمی‌کند. رئیس‌جمهور چین، هنگامی که در سال ۱۹۸۲ دوباره برقرار شد، سومین تا پنجمین مقام عالی‌رتبه بود. با این حال، از سال ۱۹۹۳، این مقام توسط دبیرکل حزب کمونیست چین (CCP) و رئیس کمیسیون مرکزی نظامی، که رهبر بالفعل چین است، اداره می‌شود.
ریاست جمهوری بخشی از سیستم کنگره خلق است که بر اساس اصل قدرت واحد بنا شده است و در آن کنگره ملی خلق (NPC) به عنوان تنها شاخه حکومت و به عنوان بالاترین نهاد قدرت دولتی عمل می‌کند. ریاست جمهوری نه یک مقام سیاسی بلکه یک نهاد دولتی NPC است و معادل - به عنوان مثال - شورای دولتی و کمیسیون نظارت ملی است. ریاست جمهوری به همراه کمیته دائمی NPC، وظایف خاصی را که توسط یک رئیس دولت در اکثر کشورهای دیگر انجام می‌شود، انجام می‌دهد. رئیس‌جمهور می‌تواند با رضایت کمیته دائمی NPC در امور دولتی مشارکت کند. در حالی که ریاست جمهوری به خودی خود یک نهاد قدرتمند نیست، از ۲۷ مارس ۱۹۹۳، رئیس‌جمهور همزمان به عنوان دبیرکل کمیته مرکزی حزب کمونیست چین (CCP) و رئیس کمیسیون مرکزی نظامی (CMC) خدمت کرده است و رئیس فعلی را به رهبر عالی چین و فرمانده عالی نیروهای مسلح تبدیل کرده است.
مائو تسه‌تونگ، رئیس حزب کمونیست چین، این موضوع را که رئیس‌جمهور چین به عنوان رئیس دولت چین عمل می‌کند، رد کرد و در عوض استدلال کرد که تفاوت‌های عمده بین سیستم شوروی و چین این است که ریاست جمهوری به عنوان نماینده رهبری جمعی دولت عمل می‌کند. لیو شائوچی در گزارش خود در مورد قانون اساسی چین در سال ۱۹۵۴ اظهار داشت که اختیارات رئیس دولت چین به‌طور مشترک توسط ارگان دائمی، کمیته دائمی کنگره ملی خلق و رئیس‌جمهور اعمال می‌شود. رئیس‌جمهور هیچ قدرت مستقلی جز آنچه توسط ارگان دائمی چین اعطا می‌شود، ندارد.
اولین نماینده دولت چین به دوران جمهوری برمی‌گردد، زمانی که این سمت پس از تأسیس جمهوری در ۱ ژانویه ۱۹۱۲ توسط سون یات سن به عهده گرفته شد. ریاست جمهوری به شکل فعلی آن، رئیس دولت مرکزی خلق جمهوری خلق چین بود که در ۱ اکتبر ۱۹۴۹ با تصمیم کنفرانس مشورتی سیاسی خلق چین تأسیس شد. در سال ۱۹۵۴ در قانون اساسی، این سمت با سمت رئیس دولت جایگزین شد. این سمت به ترتیب توسط مائو تسه‌تونگ و لیو شائوچی اداره می‌شد. لیو در طول انقلاب فرهنگی دچار رسوایی سیاسی شد و پس از آن، سمت ریاست جمهوری خالی ماند. سمت رئیس طبق قانون اساسی ۱۹۷۵ لغو شد و سمت نماینده دولت به رئیس کمیته دائمی NPC واگذار شد. این سمت در قانون اساسی ۱۹۸۲ دوباره احیا شد، اما با اختیارات کمتر و با این شرط که رئیس‌جمهور نمی‌تواند بیش از دو دوره متوالی خدمت کند. محدودیت دوره‌ها در سال ۲۰۱۸ لغو شد. از سال ۱۹۸۲، ترجمه رسمی این عنوان به زبان انگلیسی «رئیس‌جمهور» بوده است، اگرچه عنوان چینی آن بدون تغییر باقی مانده است.

## فهرست رئیس‌جمهورها

### رئیس‌جمهورها

لیو شائوچی دومین رئیس‌جمهور (۲۷ آوریل ۱۹۵۹ – ۳۱ اکتبر ۱۹۶۸)
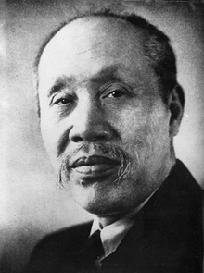
دونگ بیوو کفیل رئیس‌جمهور (۲۴ فوریهٔ ۱۹۷۲ – ۱۷ ژانویهٔ ۱۹۷۵)
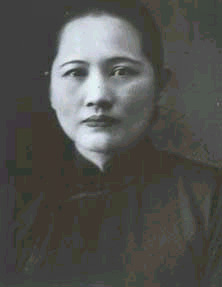
سونگ چینگ لینگ رئیس‌جمهور افتخاری (۱۶ مه ۱۹۸۱ – ۲۸ مه ۱۹۸۱)
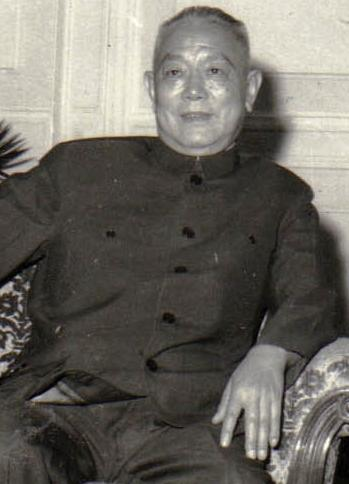
لی شیانیان سومین رئیس‌جمهور (۱۸ ژوئن ۱۹۸۳ – ۸ آوریل ۱۹۸۸)
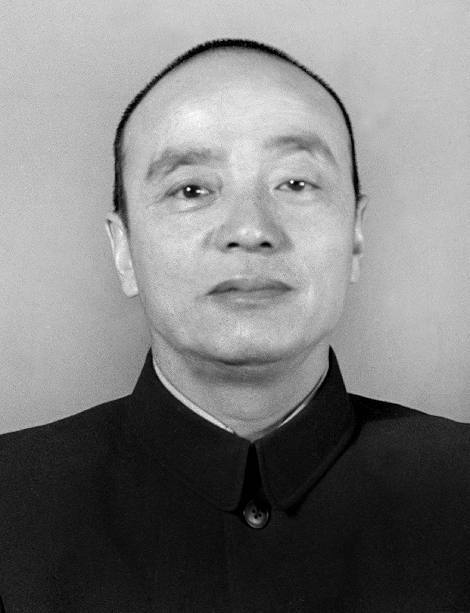
یانگ شانگکون چهارمین رئیس‌جمهور (۹ آوریل ۱۹۸۸ – ۲۷ مارس ۱۹۹۳)
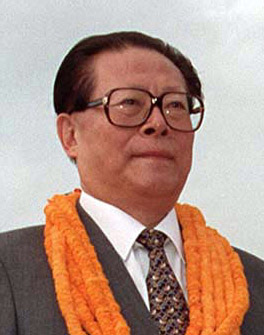
جیانگ زمین پنجمین رئیس‌جمهور (۲۷ مارس ۱۹۹۳ – ۱۵ مارس ۲۰۰۳)
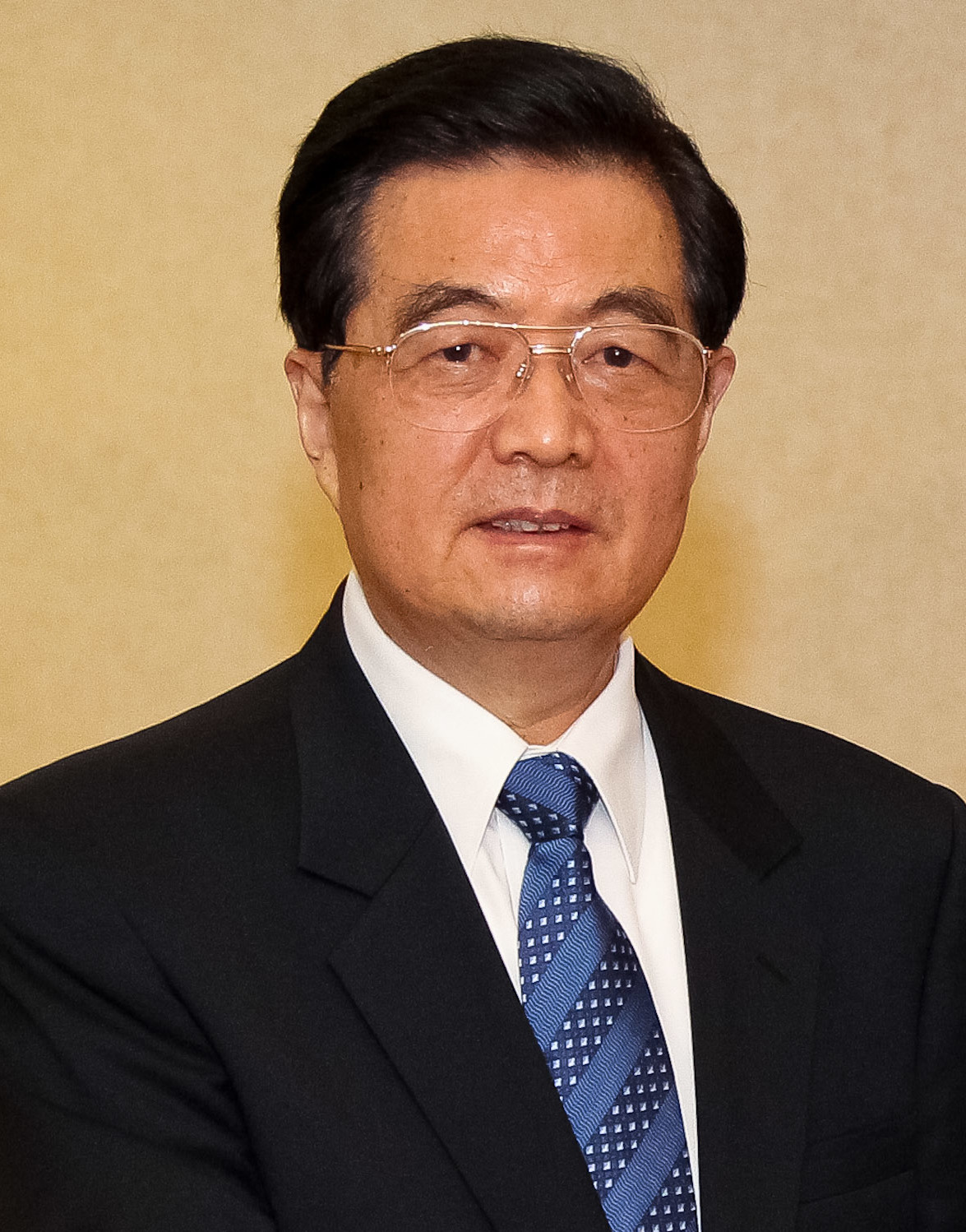
هو جینتائو ششمین رئیس‌جمهور (۱۵ مارس ۲۰۰۳ – ۱۴ مارس ۲۰۱۳)
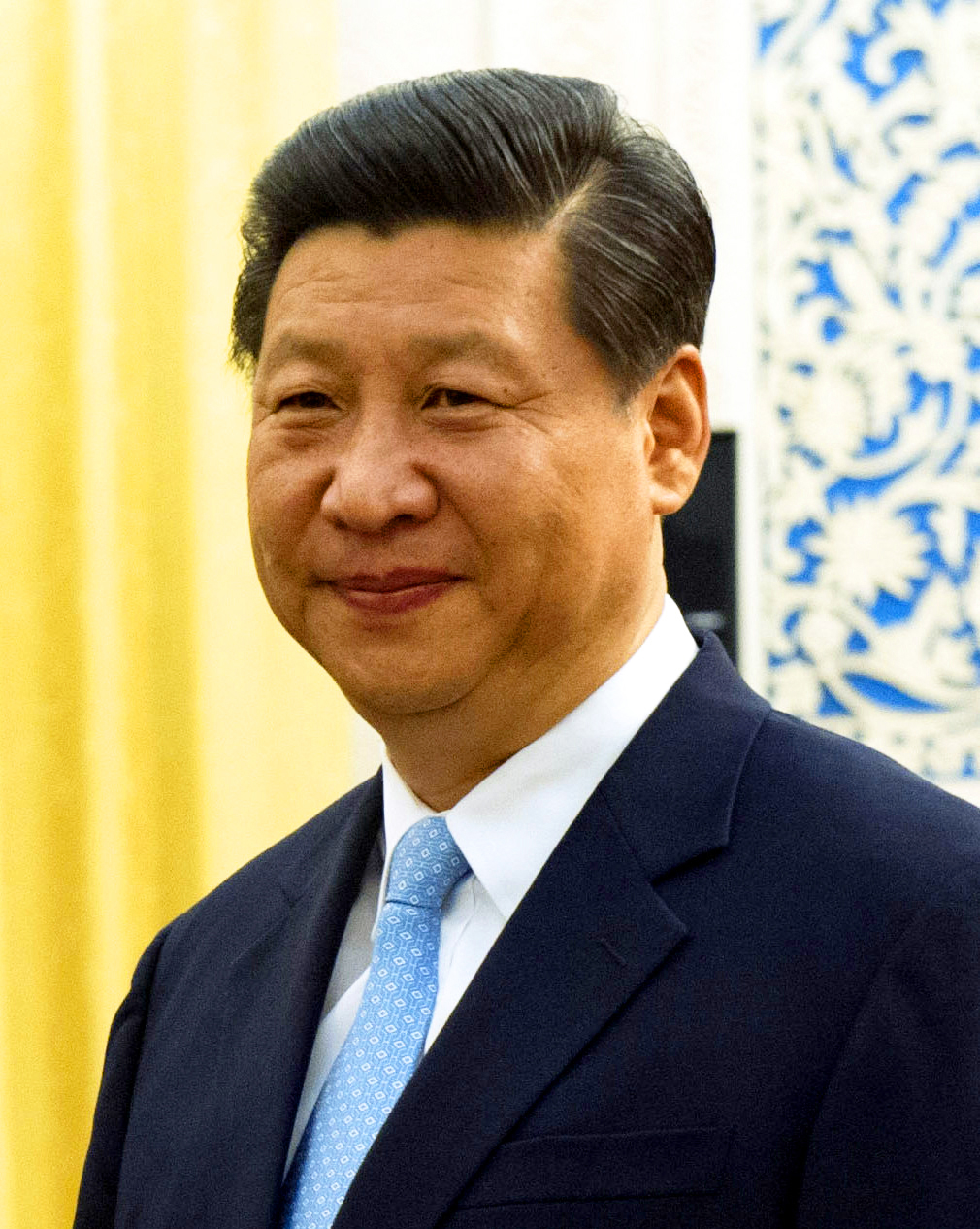
شی جین پینگ
هفتمین رئیس‌جمهور
(۱۴ مارس ۲۰۱۳ – تاکنون)

### سایر سران دولت

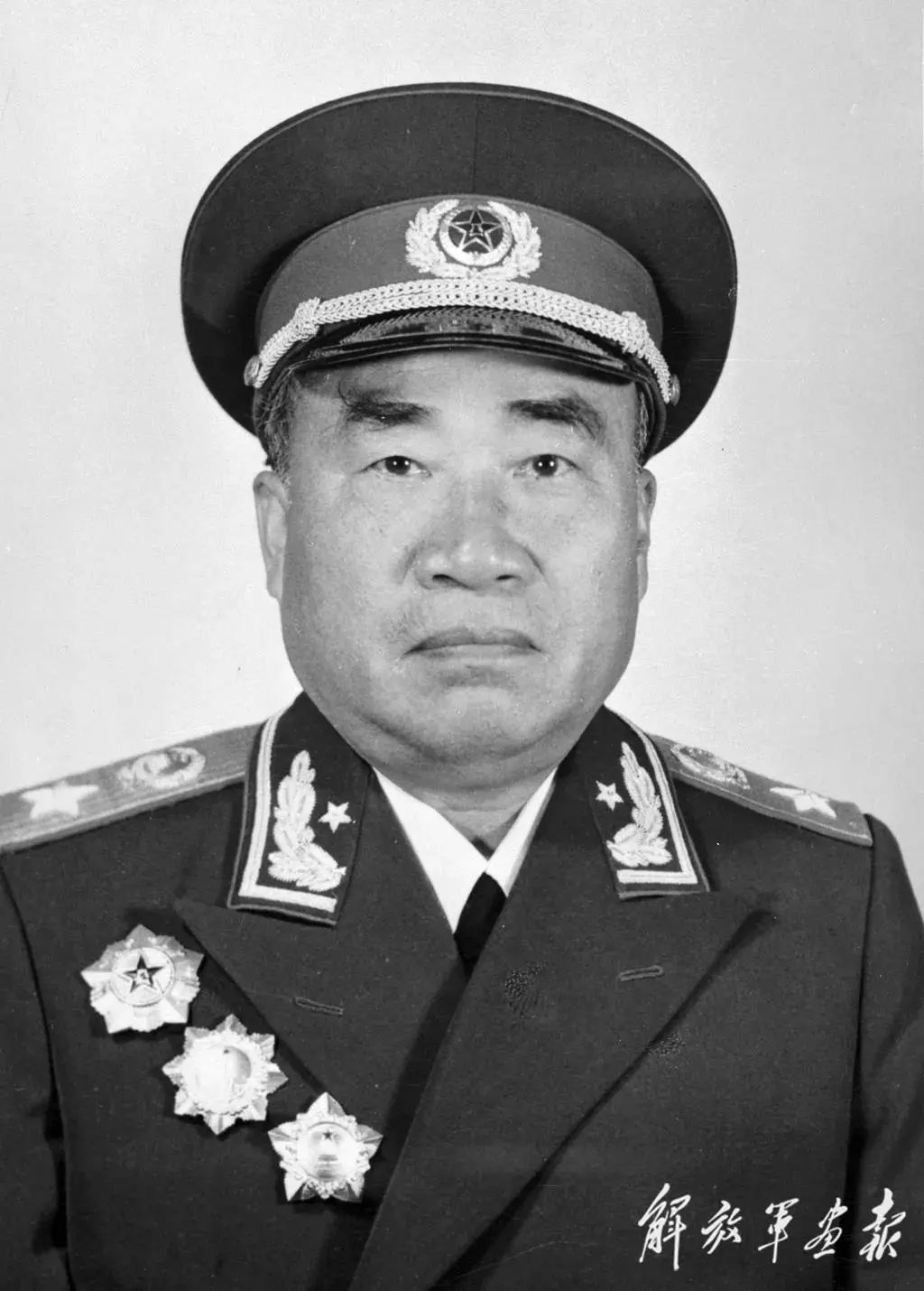
چو ته رئیس کمیتهٔ دائمی کنگرهٔ ملی خلق  (۱۹۷۵–۱۹۷۶)
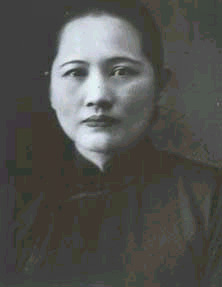
سونگ چینگ لینگ سرپرست کمیتهٔ دائمی کنگرهٔ ملی خلق(۱۹۷۶–۱۹۷۸)
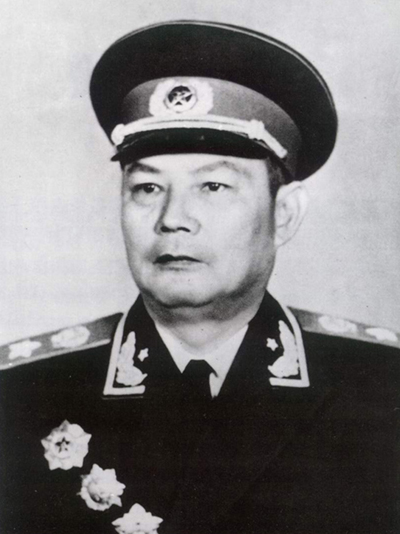
یه جیان یینگ
رئیس کمیتهٔ دائمی کنگرهٔ ملی خلق(۱۹۷۸–۱۹۸۳)